# ラウラ・パウジーニ
ラウラ・パウジーニ（Laura Pausini, 1974年5月16日 - ）は、イタリアの歌手。スペイン語・ポルトガル語・英語でも歌い、世界で最も有名なイタリア人歌手の一人である。英語読みのローラ・パウジーニとも表記される。

## 経歴
イタリア北部ラヴェンナ県のファエンツァに生まれ、同県のソラローロで育った。最初は地元のピアノバーで、父親と一緒に8歳から歌っていた。
1993年、サンレモ音楽祭の新人部門で「La solitudine」（邦題：孤独を抱きしめて）を歌い優勝。
同年、アルバム『Laura Pausini』（邦題：ローラ・パウジーニ）でデビュー。
1994年、2枚目のアルバム『Laura』を発表。
同年、彼女の最初のスペイン語でのアルバム『Laura Pausini』を発表。スペインとラテン・アメリカでベストセラーとなった。
1995年、イギリス市場向けに、先に発売された2枚のイタリア語アルバムから10曲と、「La solitudine」の英語バージョンを収録した『Laura Pausini』（邦題：ローラ・パウジーニ・ベスト）を発表。
2002年には初の英語詞のアルバム『フロム・ジ・インサイド』を発表。
2004年に発表したスペイン語アルバム『Escucha』でグラミー賞（ベスト・ラテン・ポップ・アルバム部門）を受賞。イタリア人女性アーティストとしては初めてであった。また、『Escucha』はラテン・グラミー賞の最優秀女性ポップ・ヴォーカル・アルバム部門も受賞。その後、『Yo canto』（2006年）や『Primavera Anticipada』（2008年）といったスペイン語アルバムでもラテン・グラミー賞を受賞している。
2006年にはイタリア共和国功労勲章（コンメンダトーレ）を受章した。
日本で売り出された初期のアルバムでは、「ローラ・パウジーニ」名義で売り出されていた。しかし、『ヴェリー・ベスト・オブ・ラウラ・パウジーニ』（原題：The Best of Laura Pausini）から、イタリア語読みの「ラウラ」表記となった。日本語の題名で売り出されているものは『フロム・ジ・インサイド』を除き、内容はイタリア盤と同じとなっている。

## ディスコグラフィ

### オリジナルアルバム
- 1993年 - Laura Pausini『ローラ・パウジーニ』（イタリア語）
- 1994年 - Laura（イタリア語）
- 1994年 - Laura Pausini（スペイン語）
- 1996年 - Le cose che vivi『ローラの休日』（イタリア語・ポルトガル語）／Las cosas que vives（スペイン語）
- 1998年 - La mia risposta『私のこたえ』（イタリア語）／Mi respuesta（スペイン語）
- 2000年 - Tra te e il mare『海のように』（イタリア語）／Entre tú y mil mares（スペイン語）
- 2002年 - From the Inside『フロム・ジ・インサイド』（英語）
- 2004年 - Resta in ascolto『レスタ・イン・アスコルト』（イタリア語）／Escucha（スペイン語）
- 2006年 - Io canto（イタリア語）／Yo canto（スペイン語）
- 2008年 - Primavera In Anticipo（イタリア語）／Primavera Anticipada（スペイン語）※アルバムタイトル曲はジェイムス・ブラントとのデュエット
- 2011年 - Inedito（イタリア語）／Inédito（スペイン語）※2か国語同梱のデラックス・エディションあり
- 2015年 - Simili（イタリア語）／Similares（スペイン語）※DVD付きのデラックス・エディションあり
- 2016年 - Laura Xmas（英語）／Laura Navidad（スペイン語）
- 2018年 - Fatti sentire（イタリア語）／Hazte Sentir（スペイン語）※DVD付きあり

### コンピレーション・アルバム
- 1995年 - Laura Pausini『ローラ・パウジーニ・ベスト』（イギリス市場向け盤）
- 2001年 - The Best of Laura Pausini - E ritorno da te『ヴェリー・ベスト・オブ・ラウラ・パウジーニ』（イタリア語）／Lo mejor de Laura Pausini - Volveré junto a ti（スペイン語）
- 2013年 - 20: the Greatest Hits（イタリア語）／20 Grandes Exitos（スペイン語）（デビュー20周年のベスト盤。2枚組CD・39曲、スペイン語版もあり。本人が語る子ども時代からの思い出（ビデオを含む）などが収録されたMy StoryというDVD付のデラックスエディションがある）
- 2014年 - 20 Grandes Exitos (2014 Edition)（スペイン語）（中南米市場向け盤。2013年に発売されたスペイン語版ベストアルバムの収録曲のうち、「Entre tú y mil mares」「Donde quedo solo yo」「Sino a ti」の3曲をデュエット曲として再録差し替え。）

### ライブアルバム
- 2005年 - Live in Paris 05（2005年、パリ・ゼニットでのライブ音源。DVD同梱版もある。）
- 2007年 - Live In San Siro（2007年、ミラノ・サンシーロスタジアムでのライブ音源。DVD同梱版もある。）
- 2009年 - Laura Live World Tour 09（イタリア語）／Laura Live Gira Mundial 09（スペイン語）（イタリア語盤はヨーロッパでの、スペイン語盤ではスペインおよびアメリカと中南米諸国での公演の音源中心に構成されている。また、同梱のDVDの内容もそれぞれ異なっている。）
- 2012年 - Inedito Special Edition（2011-2012年、ワールドツアーでのライブ90分＋60分のDVDと、アルバム『Inedito』全編にライブメドレー「Medley: New Year's Eve」が追加されたCDの2枚組。）

### DVD
- Live 2001-2002 World Tour (2002年)
- Live in Paris (2005年)（DVD同梱版CDのDVDに特典映像ディスクを追加した2枚組。）
- San Siro 2007 (2007年)（DVD単体）